# Gabriel Hermes Filho
Gabriel Hermes Filho (Castanhal, 22 de maio de 1909 – Rio de Janeiro, 6 de outubro de 1999) foi um contador, industrial, jornalista, advogado e político brasileiro com atuação no estado do Pará.

## Biografia
Filho Gabriel Hermes e Leonor Granhem Hermes. Contador, industrial e jornalista, formou-se advogado em 1938 pela Universidade Federal do Pará. Trabalhou na A Província do Pará, Correio Braziliense e nos Diários Associados. Membro do PTB e da UDN, sua vida pública começou como secretário de estado (1945) e a seguir presidiu o Banco de Crédito da Amazônia no segundo governo Getúlio Vargas. Presidente da Federação das Indústrias do Estado do Pará (1950-1967) e diretor da Confederação Nacional da Indústria, foi eleito deputado federal em 1954, 1958, 1962, 1966, 1970 e 1974 foi eleito senador biônico em 1978 integrando os quadros da ARENA e do PDS.